# Abbaye de Friedenweiler
 (avril 2024).
Si vous disposez d'ouvrages ou d'articles de référence ou si vous connaissez des sites web de qualité traitant du thème abordé ici, merci de compléter l'article en donnant les références utiles à sa vérifiabilité et en les liant à la section « Notes et références ».

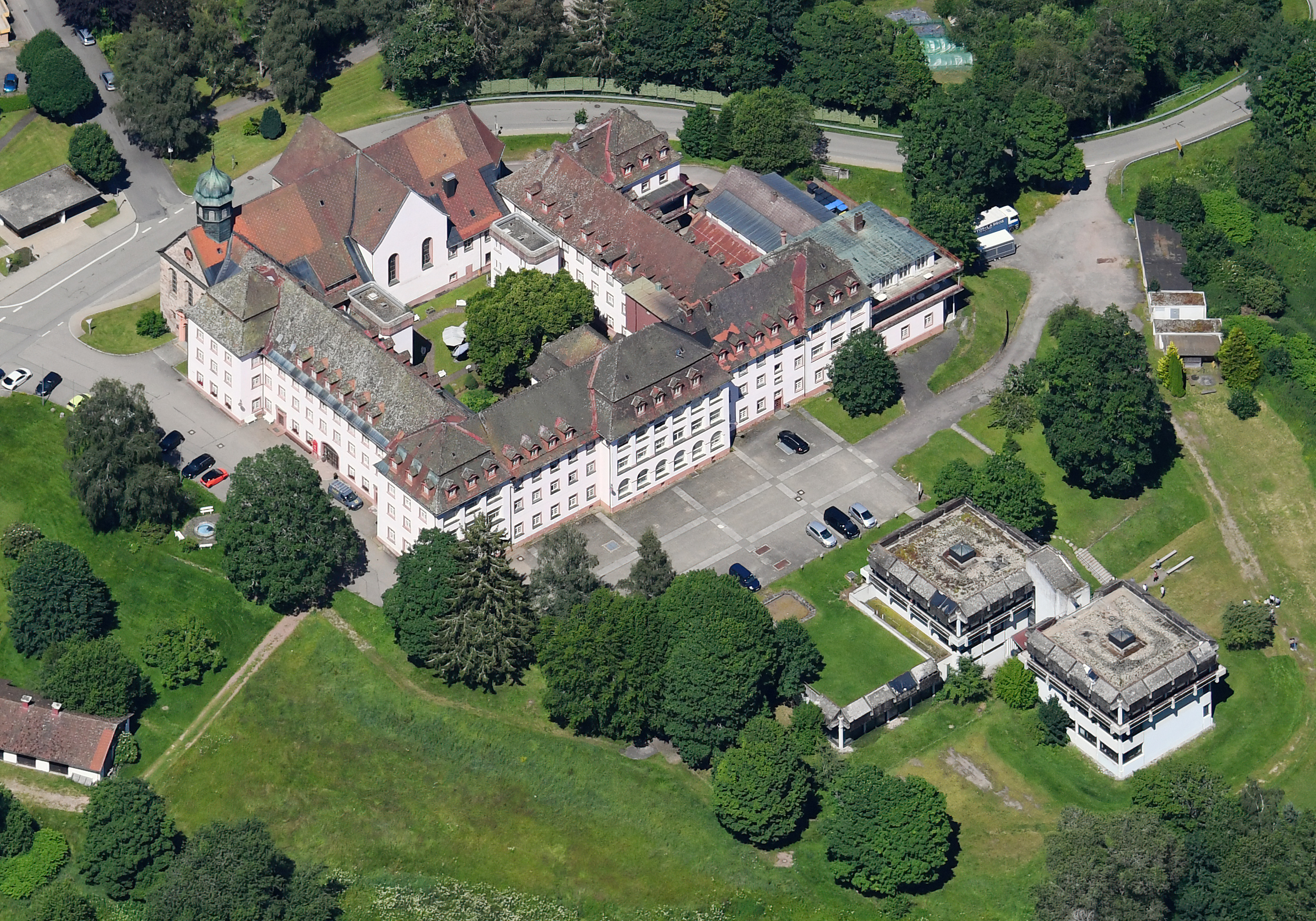
Vue aérienne

L’abbaye de Friedenweiler est une ancienne abbaye bénédictine à Friedenweiler, dans le Land de Bade-Wurtemberg.

## Histoire
À l'origine du couvent de Friedenweiler, il y a un rassemblement de grands spirituels et laïcs, la magnus conventus, l'invention de reliques de Conrad de Constance le 26 novembre 1123. Ducs et comtes, abbés et évêques sont présents. Le cadre festif et politique est ainsi en place pour un échange de marchandises entre les monastères de Saint-Georges-en-Forêt-Noire (de) et de Reichenau. Dans le cadre de cet échange, Saint-Georges, sous son abbé Werner Ier (1119-1134), reçoit la ville de Friedenweiler.
Après 1123, c'est-à-dire après l'échange de marchandises, et avant le 14 avril 1139, date de délivrance du certificat papal d'Innocent II pour St. Georgen, un couvent est construit à Friedenweiler. Dans le privilège papal, la cellule de l'abbaye de Friedenweiler est mentionnée dans le cadre de la confirmation de propriété de St. Georgen. De toute évidence, la cellule doit être un monastère subordonné à St. Georgen et, dans la période suivante, principalement et d'abord aux XIIIe siècle et XIVe siècle, une communauté de religieuses bénédictines subordonnées à l'abbé de St. Georgen est dirigée par une magistra. Le prieuré et la protection spirituelle incombent au monastère de la Forêt-Noire et à son abbé, ce que le changement du vogt de Friedenweiler, détenu par la maison de Zähringen jusqu'en 1218 et par les comtes de Fürstenberg au plus tard depuis 1270, n'y change rien.
En 1570, à la demande du comte Henri VII de Fürstenberg, des religieuses cisterciennes de l'abbaye de Lichtenthal s'installent dans l'abbaye vide. En 1578, les droits de la communauté des moines de St. Georgen sur la communauté de la Baar expirent. Des liens avec l'abbaye de Tennenbach émergent. En 1591, Amalia Rennerin, religieuse de l'abbaye, est nommée abbesse de l'abbaye de Neudingen (de) qui, comme Friedenweiler, fut revitalisé par les religieuses du couvent de Lichtenthal.
En 1802, Friedenweiler est sécularisé et transmis aux Fürstenberg, qui en font le château de Friedenweiler. De 1922 à 1983, il accueille le sanatorium pour enfants. Il sert de maison de retraite et de soins depuis 1989.
L'église abbatiale, construite au XVIe siècle et remaniée dans le style baroque par Peter Thumb après le grand incendie du 27 mars 1725, est aujourd'hui une église paroissiale. Il convient de noter le maître-autel, un don de l'abbaye Saint-Georges de Villingen, qui a existé jusqu'en 1810, avec le tableau central de l'Assomption de la Vierge Marie de Georg Samuel Schilling.